# Castelo de Gifu
O Castelo de Gifu (岐阜城 Gifu-jō?) é um castelo japonês localizado em Gifu. Junto do Monte Kinka e o Rio Nagara, é um dos principais símbolos da cidade.

## História
O castelo de Gifu foi construído originalmente pelo clan Nikaidō entre 1201 e 1204 durante o Período Kamakura.
Originalmente chamado Castelo de Inabayama (稲葉山城 Inabayama-jō?), o castelo de Gifu tem sofrido uma série de reformas durante o curso de várias gerações.
Sabe-se que uma vez um homem chamado Takenaka Hanbei foi ao castelo para visitar seu irmão enfermo, Saito Tatsuoki, apesar de seus verdaderos motivos não era visitá-lo, e sim matá-lo. Quando Hanbei o golpeou, Tatsuoki estava muito confuso e pensou que um exército havia chegado para atacá-lo e fugiu. Hanbei obteve o castelo Inabayama com muita facilidade. Mais tarde Hanbei voltou ao castelo de seu irmão, mas a sua reputação se perdeu devido a sua fuga. Quando Oda Nobunaga atacou o castelo Inabayama, os homens de Tatsuoki recordaram este evento e fugiram também. Nobunaga tomou para si o castelo e fez dele sua principal base de operações.
Nobunaga rebatizou a fortificação como “Castelo de Gifu” de acordo com uma antiga prática chinesa e procedeu à renovação para torná-lo maior e impressionante. Luís Fróis, um renomado missionário jesuíta de Portugal, foi convidado pessoalmente por Nobunaga a visitar o castelo. Frois louvou a extraordinária beleza da fortificação.
O castelo de Gifu foi destruído durante o bombardeio da Segunda Guerra Mundial de 1945, sendo reconstruído na década de 1950 com concreto e madeira.
O castelo aloja atualmente um museu.